# Месники (команда)
«Месники» (англ. Avengers) — елітна команда супергероїв з коміксів американського видавництва Marvel. Створена письменником Стеном Лі та художником Джеком Кірбі, команда вперше з'явилася у коміксі The Avengers #1 у вересні 1963 року.
Месники, названі згодом «Наймогутнішими героями Землі», спочатку складалися з Людини-Мурахи (Генк Пім), Оси (Дженет ван Дайн), Тора, Залізної Людини (Тоні Старк) і Халка (Брюс Баннер). Проте з самого початку в складі команди стали відбуватися зміни: Халк незабаром покинув Месників, і до них приєднався Капітан Америка. Склад, що змінювався, став візитівкою команди, хоча деяка сталість все-таки зберігалася: Месники билися з такими ворогами, здолати яких поодинці не міг жоден супергерой — так з'явилася фірмова фраза: «Месники, збір!»(англ. Avengers Assemble!). Протягом усього часу існування команди у ній побували люди, мутанти, роботи, боги, прибульці, надприродні істоти і навіть колишні лиходії.

## Найвідоміші учасники команди
- Залізна людина
- Тор
- Галк
- Генк Пім (Людина-мураха)
- Оса
- Капітан Америка
- Соколине Око
- Чорна Вдова
- Ртуть
- Багряна Відьма
- Віжн
- Сокіл
- Керол Денверс
- Чорний Лицар
- Звір
- Немор
- Чорна Пантера
- Жінка-Галк
- Тигра
- Богомолиця
- Бойова машина
- Жінка-павук
- Місячний Дракон
- Валькірія
- Людина-павук
- Скот Ленґ (другий Людина-мураха)

## Найвідоміші противники
- Локі
- Червоний Череп
- Організація "Гідра"
- Барон Земо
- Майстри Зла
- Альтрон
- Канг Завойовник
- Танос
- Ронан Обвинувач
- Раса крі
- Раса скруллів
- Корвак
- Грандмастер
- Організація " А.І.М."
- Супер-Адаптоїд
- Доктор Дум
- Гравітон
- Таскмастер (Спостерігач)